# Отревиль (Эна)
Отреви́ль (фр. Autreville) — коммуна во Франции, находится в регионе Пикардия. Департамент коммуны — Эна. Входит в состав кантона Шони. Округ коммуны — Лан.
Код INSEE коммуны — 02041.

## Население
Население коммуны на 2010 год составляло 822 человека.
| 1962 | 1968 | 1975 | 1982 | 1990 | 1999 | 2010 |
| ---- | ---- | ---- | ---- | ---- | ---- | ---- |
| 593  | 589  | 621  | 579  | 749  | 760  | 822  |

## Экономика
В 2010 году среди 531 человека трудоспособного возраста (15—64 лет) 373 были экономически активными, 158 — неактивными (показатель активности — 70,2 %, в 1999 году было 62,5 %). Из 373 активных жителей работали 321 человек (176 мужчин и 145 женщин), безработных было 52 (26 мужчин и 26 женщин). Среди 158 неактивных 33 человека были учениками или студентами, 73 — пенсионерами, 52 были неактивными по другим причинам.